# كاريز (لنجان)
كاريز هي قرية في مقاطعة لنجان، إيران. يقدر عدد سكانها بـ 314 نسمة بحسب إحصاء 2016.